# М'їнсайн (держава)
М'їнсайн — нетривала держава на території сучасної Центральної М'янми з однойменною столицею, яка прийшла на зміну Паганському царству. У 1313 році розпалася на держави Пінья і Сікайн.

## Історія

### Передумови
З XII століття паганські володарі почали залучати на військову службу гірські племена шанів. У 1260 році один із шанских вождів — Тейнхабо — був змушений тікати з рідних місць, і оселився в містечку М'їнсайн в регіоні Чаусхе. Три його сини — Атінхкайя, Язатінґян і Тхінатху — вступили до паганської армії, і незабаром були призначені спільно командувати залогою у М'їнсайні. Вони отримали титули, а їхня єдина сестра була видана заміж за паганського принца.
У 1287 році цар Кансу III загинув внаслідок протистояння за владу, а м. Паган був пограбований юаньським військом, що до того захопило північну частину Паганського царства. Перед відходом з центральної частини царства монголи поставили на трон сіл Чавсву, син Кансу III. Останній для протистояння з іншими претендентами та монськими державами на півдні надав більше повноважень братам Атінхкаї, Язатінґяну і Тхінатху, які на той час обіймали посади аматів (міністрів). 1290 року брати вже практично володіли всією долиною Чаусхе (населення якої, втім, продовжувало залишатися в основному бірманським), тоді як паганському царю підкорялися лише 6 каруїнів Мінбу, які значно поступалися долині Чаусхе. 19 лютого 1293 року Чавсва призначив старшого брата Атінхайю намісником М'їнсайна, другого брата — Меккари, а молодшого брата — Піньї. У написі, що відноситься до цьогороку, брати відкрито називають себе рівними царю Пагана і заявляють, що це саме вони змусили піти монгольську армію. Подібне становище не влаштовувало Чавсву, який вирішив отримати допомогу від монголів. Невдовзі брати підступом захопили паганського царя у полон, якого змусили підти до монастиря, а на трон в Пагані посадили його сина Сохніта. З цього часу бере відлік незалежність держави М'їнсайн

### Самостійність
Брати спільно керували центральною частиною колишнього Паганського царства. Сохніт немав жодної влади. При цьому зберігався мир з державами на півдні, оскільки брати вбачали головну загрозу від імперії Юань з півночі. У січні 1300 року війська під керівництвом Атінхкаї атакували монгольські залоги в Нга-Сінгу та Мале на північ від Мандалаю. Влітку 1300 року монголи оголосили новим паганським царем Кумаракассапу, якого в січні 1301 року посадили на трон в Пагані. Але правителі М'їнсайну не підкорилися загарбникам. У відповідь столиця держави опинилася в облозі. Неможливість захопити М'їнсайн, хвороби, партизанські дії змусили монголів готуватися до відступу. Щоб прискорити цей пройцес Атінхкай заплатив кошти в розмірі 800 таелів (30 кг) золота і 2200 таелів (83 кг) срібла. 6 квітня 1301 року монголи пішли, при цьому розглядати отримані гроші як данину. У квітні 1303 року юанськізалоги залишили провінцію (північ регіону).
Після відходу монголів правителі М'їнсайна не змогли встановити владу на півночі, оскільки там утворилося утворилися декілька незалежних шанских князівств. Вдалося лише захопити важливе місто Тагаунг. На півдні вдалося встановити зверхність над невеличкими державами П'ї і Таунгу. 1309 року усі брати прийняли царські титули.
Молодший із трьох шанских братів — Тхінатху — не бажаючи ділити владу з братами, після смерті старшого брата Атінхкая отруїв у 1312 році середнього Язатінґяна, і став одноосібним правителем М'їнсайну. У лютому 1313 року, за порадою астрологів, він переніс столицю до Піньї на річці Іраваді, а 1315 року його син — Союн — утворив державу Сікайн.

## Устрій
Керував тріумвірат братів з головним містом в М'їнсайні. Адміністративна система управління зберіглася від Паганського царства. При цьому зберігся статус буддійських монастирів — «держава у державі».

## Господарство
Основу становило сільське господарство